# Moravská Nová Ves
Moravská Nová Ves (in tedesco Mährisch Neudorf) è un comune mercato della Repubblica Ceca facente parte del distretto di Břeclav, in Moravia Meridionale.